# Harpactea auriga
Harpactea auriga är en spindelart som först beskrevs av Simon 1910.  Harpactea auriga ingår i släktet Harpactea och familjen ringögonspindlar.
Artens utbredningsområde är Algeriet. Inga underarter finns listade i Catalogue of Life.